# Aiguilles
Aiguilles – miejscowość i gmina we Francji, w regionie Prowansja-Alpy-Lazurowe Wybrzeże, w departamencie Alpy Wysokie.

## Demografia
Według danych na rok 1990 gminę zamieszkiwało 377 osób, a gęstość zaludnienia wynosiła 9 osób/km². W styczniu 2015 r. Aiguilles zamieszkiwało 458 osób, przy gęstości zaludnienia wynoszącej 11,4 osób/km².